# Филимонов, Георгий Дмитриевич
 Георгий (Юрий) Дмитриевич Филимонов (1828—1898) — русский археолог и историк искусства.

## Биография
Родился в 1828 году (в «Некрологе» — 1829) в семье полтавского помещика. Воспитывался в Московском дворянском институте, после чего окончил историко-филологический факультет Московского университета (около 1848). «Еще будучи юношей Г. Д. Филимонов стал интересоваться русскими древностями и проводил свободное время в осмотре кремлёвских соборов, ризниц, Оружейной палаты, частных собраний древностей».
В 1849 году издал свою первую археологическую работу: «Описание памятников древности церковного и гражданского быта Русского музея П. Коробанова» (М.: Унив. тип., 1849. — [8], 28 с., 60 л. ил.), показав себя хорошим для того времени знатоком иконописи. В 1850 году в «Архиве Калачева» (кн. 1) Филимонов напечатал статью: «О древней в России портретной живописи».
С 1849 года в течение пяти лет он работал библиотекарем в Харьковском университете. Затем вернулся в Москву. В 1856 году Г. Д. Филимонов был прикомандирован к московской Оружейной палате для объяснения её коллекций съехавшимся в Москву, по случаю коронационных празднеств, иностранцам; в 1858 году стал заведующим архивом и канцелярией Палаты.
В 1859 году появилось его исследование «Церковь Св. Николая Чудотворца на Липне, близ Новгорода: Вопрос о первоначальной форме иконостасов в русских церквах», в которой он заявил о тесной связи археологии с современным искусством, которое без её посредства может только стремиться к восстановлению древнего стиля (например в церковных постройках), а на самом деле будет искажать его. Сразу после этого в 1-й книге «Летописей» Н. С. Тихонравова он поместил небольшую статью «Дополнительные сведения об истории Остромирова Евангелия», в которой на основании собственного открытия, разъяснил, откуда и когда этот драгоценный памятник попал в Петербург. Затем он исследовал оклад Мстиславова Евангелия и исторические данные о нём, уделив внимание финифтевым миниатюрам (Оклад Мстиславова евангелия: Разбор древнейших финифтей в России).
С открытием в Москве Румянцевского музея он, не оставляя службы в Оружейной палате, начал работать в отделении древностей этого музея, значительно увеличив его объём. Фактически он стал создателем этого отделения и бессменно руководил им в течение двадцати семи лет.
В 1864 году, вместе с Ф. И. Буслаевым, В. Ф. Одоевским и А. Е. Викторовым, он основал при музее «Общество любителей древнерусского искусства», в котором он до самого прекращения деятельности общества (в конце 1870-х годов) был одним из самых видных и полезных членов. Уже в первом томе Сборника этого общества, явившемся под его редакцией в 1866 году, Г. Д. Филимонов поместил целый ряд статей: «Значение луны под крестом», «Византийская архитектура» (по сочинению Тексье), «Христианские древности и археология» (по журналу Прохорова), «Жизнь Иисуса Христа Ренана и современное церковное искусство на Западе» (по журналу Г. Гримма), «Патриаршая ризница» (по указателю Саввы), «О посещении Великого Новгорода членами общества древнерусского искусства», «Изделия Строгановского училища технического рисования», «Лицевые святцы по рисункам академика Солнцева», «Древние украшения великокняжеских одежд, найденные во Владимире». Во втором томе Сборника, вышедшем в 1873 году, он напечатал своё капитальное исследование: «Симон Ушаков и современная ему эпоха русской иконописи», в котором на основе анализа многочисленных документов дал характеристику целого периода русского иконописного искусства. В 1864 году Филимонов стал также одним из членов-основателей Московского археологического общества.
В 1867 году он был командирован в Париж на всемирную выставку; он был назначен комиссаром русского художественного отдела. По возвращении из Парижа, Филимонов был назначен помощником директора Оружейной палаты. В то же время он оставался и в Румянцевском музее, где в 1869 году стал хранителем отделения древностей. Вскоре он выделил три подотделения: доисторическое, древнехристианское и русское.
В 1873—1876 годах издание Общества любителей древнерусского искусства выходило под наименованием «Вестника» (вышло 12 номеров). Г. Д. Филимонов, продолжая редактировать его, поместил в нём пять исследований: «Очерки русской христианской иконографии. София Премудрость Божия», «Древнейшие западные эмали в России, приписываемые святому Антонию Римлянину и Андрею Боголюбскому», «Конные портреты русских царей», «Древние каменные изваяния в Пятигорске», «Сванетия в археологическом отношении». Его исследования: «Иконописный подлинник новгородской редакции по софийскому списку конца XVI века» и «Подлинник сводной редакции XVIII века» были изданы отдельными книгами.
В 1863 году Филимонов принимал участие в комиссии по реставрации икон и раскрытию фресок в Благовещенском соборе московского Кремля; в начале 1880-х годов следил за реставрацией живописи в Грановитой палате. В это время он издал очень важный для русской художественной археологии XVII века документ — «Описные книги царских палат Золотой и Грановитой, составленные Симоном Ушаковым в 1672 г.».
В то же время он стал усердно заниматься доисторической археологией: производил раскопки в средней и южной России и на Кавказе (в 1876 и 1877 годах). Филимонов сделал находки, свидетельствовавшие о существовании на Кавказе развитой бронзовой промышленности; они были представлены в 1879 году на Антропологической выставке в Москве, в организации которой он принял живое участие.
Вскоре после выхода в 1892 году «Указатель всех марок на серебре московской Оружейной Палаты», он был отчислен от должности хранителя Оружейной палаты.
Не раз бывавший у Филимонова на казённой квартире, коллекционер П. И. Щукин вспоминал: «Жил Филимонов в Кремле, у Спасских ворот, в домике рядом с гауптвахтой».
Занимаясь историей древнерусского искусства, он собрал коллекцию икон, иконописных прорисей, рисунков, портретов, произведений прикладного искусства, рукописей. Однако, будучи автором описания ряда частных московских собраний, он так и не успел составить каталог своей коллекции. Поэтому сведения о ней крайне скудны и отрывочны, за исключением той части, в которую входили иконописные прориси. На рынке у Сухаревой башни им было приобретено до пяти тысяч листов подлинных прорисей XVIII — начала XIX в., принадлежавших московской иконописной мастерской П. и М. Сапожниковых. Эта ценнейшая находка произвела переворот в изучении иконописи, так как до того древнерусскую живопись исследовали лишь на основе анализа самих икон и литературных источников. Особенно старательно у него были подобраны снимки с образов Божией Матери.
Весной 1898 года он заболел, поехал лечиться на Кавказ, где и скончался.
Его вдова Надежда Фёдоровна принесла коллекцию мужа в дар музеям и научным обществам.
В 1898 году часть его собрания — «двенадцать витрин с предметами доисторической древности», включавшая 1500 археологических памятников, поступила в Румянцевский музей, а 5000 прорисей и гравюр были переданы в Санкт-Петербург — Обществу изучения древней письменности. Часть коллекции, находившаяся с ним в Сухуми, досталась В. И. Срезневскому; затем перешла к О. Ю. Смецкой, а от нее в 1928—1929 гг. поступила в Рукописный отдел Библиотеки Академии наук СССР. Хорошо подобранная филимоновская библиотека избранной литературы по истории, археологии и истории искусств была распродана; редкие издания перешли в руки библиофила Д. В. Ульянинского.